# 256 av. J.-C.
Cette page concerne l'année 256 av. J.-C. du calendrier julien proleptique.

## Événements
- 19 avril (21 avril du calendrier romain) : début à Rome du consulat de Lucius Manlius Vulso Longus et Quintus Caedicius ; Marcus Atilius Regulus est subrogé à Caedicius après son décès[1].
- Été : expédition de Régulus et de Manlius Vulso en Afrique, à la tête de 140 000 légionnaires embarqués dans 330 navires (256/255 av. J.-C.). La flotte d’Hamilcar, qui veut l’arrêter, est écrasée au cap Ecnome, au sud de la Sicile[2]. Les Romains débarquent en Afrique près de Clypea, qui est prise, puis après leur victoire à la bataille d'Adys près de Tunis, menacent Carthage. Les conditions imposées par le Sénat romain — abandon de la Sicile et de la Sardaigne, paiement des frais de la guerre, tribut annuel, reddition des prisonniers sans rançon, interdiction de faire la paix et la guerre sans l’aveu du Sénat, obligation de secourir Rome en cas de besoin, limitation de la marine de guerre (Dion Cassius, Fragments, CL) — équivalent à la disparition de la puissance punique. Les négociateurs carthaginois les rejettent[1].

- Début du règne de Léonidas II, roi de Sparte (256-243 puis 240-236 av. J.-C.)[3].
- En Chine, Luoyang est prise par le roi de Qin. Nanwang, le dernier empereur de la dynastie des Zhou orientaux est déposé[4]. L’extension de Qin est contenue quelque temps par l’alliance des six autres puissances. Mais celle-ci ne dure que 15 ans, et Qin annexe progressivement ses voisins après 230 av. J.-C.[5].
- Lu est annexé par Chu[6].

## Naissances
- Han Gaozu, fondateur de la dynastie Han (ou en 247 av. J.-C.).

## Décès
- Quintus Caedicius, homme politique romain.